# サラ・パバン
サラ・パバン（Sarah Pavan、女性、1986年8月16日 - ）は、カナダのバレーボール選手。ポジションはオポジット。カナダ代表。イタリアセリエＡのVolleyball Casalmaggioreに所属。

## 来歴
1986年、カナダオンタリオ州キッチナー出身。
2003年、16歳でカナダ代表に初選出され、同年7月のワールドグランプリで代表デビューした。2010年の世界選手権ではエースとして活躍した。2011年の北中米選手権ではベストスコアラー賞を受賞した。
ネブラスカ大学リンカーン校を卒業後はイタリアセリエＡのイモコ・コネリアーノへ加入した。2年プレーした後、2010-2011シーズンは韓国リーグの韓国道路公社で、2011-2012シーズンはイタリアセリエＡのGSOヴィッラ・コルテーゼでプレーしていた。2011-12欧州チャンピオンズリーグではベストスパイカー賞を受賞した。
2012-2013シーズンよりブラジルスーパーリーグの強豪レクソーナ・アデスに所属し、2013年の世界クラブ選手権で銀メダルを獲得した。2014年7月に韓国リーグのGSカルテックスへ移籍した。翌シーズンには中国スーパーリーグの上海でプレーし、2017年にイタリアセリエＡのVolleyball Casalmaggioreに移籍した。

## 球歴
- 世界選手権 - 2010年（21位）
- ワールドグランプリ - 2003年（11位）

## 受賞歴
- 2011年 パンアメリカンカップ - ベストスコアラー賞
- 2011年 北中米選手権 - ベストスコアラー賞
- 2012年 欧州チャンピオンズリーグ - ベストスパイカー賞
- 2012年 ロンドンオリンピック北中米大陸予選 - ベストスコアラー賞
- 2013年 世界クラブ選手権 - ベストオポジット賞

## 所属クラブ
- イモコ・コネリアーノ（2008-2010年）
- 韓国道路公社ハイパスジェニス （2010-2011年）
- GSOヴィッラ・コルテーゼ（2011-2012年）
- レクソーナ・アデス（2012-2014年）
- GSカルテックス（2014-2015年）
- 上海（2015-2017年）
- Volleyball Casalmaggiore（2017-）